# Stefano Ballo
Stefano Ballo (Bolzano, 18 febbraio 1993) è un nuotatore italiano.

## Biografia
Ha rappresentato l'Italia ai mondiali di Gwangju 2019, dove durante la semifinale ha stabilito il primato nazionale nella staffetta 4x200 metri stile libero, con il tempo di 7'04″97. Il suo tempo di frazione è stato 1'45″66, quello dei compagni Matteo Ciampi 1'46″42, Filippo Megli 1'46″79 e Stefano Di Cola 1'46″10. La finale ha visto il quartetto azzurro concludere al 4º posto, migliorando ulteriormente il record nazionale con 7’02”01, tre centesimi dietro gli Stati Uniti.

## Palmarès
- Europei

Budapest 2020: argento nella 4x200m sl mista e bronzo nella 4x200m sl.

### Campionati italiani
- 1 titolo individuale nei 200 m stile libero

| Anno | Edizione    | stile libero 200 m |
| ---- | ----------- | ------------------ |
| 2021 | Primaverili | 1                  |

## International Swimming League
| stagione 2021   |
| --------------- |
| Aqua Centurions |